# Stockton South (circonscription britannique)

Stockton South dans le territoire de Cleveland.

La circonscription de Stockton South est une circonscription électorale anglaise située dans l'ancien comté de Cleveland et représentée à la Chambre des communes du Parlement britannique.